# San Miguel de Allende
San Miguel de Allende ist eine ca. 80.000 Einwohner zählende Stadt im mexikanischen Bundesstaat Guanajuato; sie ist überdies Verwaltungssitz der gleichnamigen Gemeinde (municipio) mit ca. 175.000 Einwohnern. Seit dem Jahr 2008 gehört die Stadt zum UNESCO-Welterbe, davor gehörte San Miguel de Allende zu den Pueblos Mágicos („Magischen Orten“).

## Lage und Klima
Die Stadt San Miguel de Allende liegt am Río Laja etwa 275 km (Fahrtstrecke) nordwestlich von Mexiko-Stadt in einer mittleren Höhe von ca. 1900 m; die Stadt Guanajuato befindet sich knapp 55 km in westlicher Richtung. Das Klima ist warm; Regen (ca. 545 mm/Jahr) fällt ganz überwiegend im Sommerhalbjahr.

## Bevölkerungsentwicklung
| Jahr      | 2000   | 2005   | 2010   |
| Einwohner | 59.691 | 62.034 | 69.811 |

Der leichte aber stetige Bevölkerungszuwachs beruht im Wesentlichen auf der immer noch anhaltenden Zuwanderung von Familien aus den Dörfern der Umgebung. Etwa 10 bis 15 % der Einwohner sind Ausländer (zumeist nordamerikanische Rentner).

## Wirtschaft
Die Viehzucht (Rinder, Schafe, Ziegen, Schweine) spielt die wichtigste Rolle im Leben der Gemeinde; daneben sind auch der Anbau von Getreide (Mais, Weizen, Gerste) und der Obst- und Gemüseanbau (Bohnen, Chilis, Tomaten, Kaktusfeigen, Pfirsiche, Birnen, Feigen etc.) von Bedeutung. In der Stadt selbst haben sich Kleinhändler, Handwerker und Dienstleister aller Art angesiedelt.

## Geschichte
Die Region um San Miguel gehörte zum Stammesgebiet der Guachichilen-Indios, einer Untergruppe der Chichimeken. Im Jahr 1542 wurde die Stadt von einem Franziskaner als San Miguel el Grande gegründet; sie war schon damals ein wichtiger Zwischenstopp auf dem Camino Real de Tierra Adentro, der von Mexiko-Stadt zu den „Silberstädten“ des Nordens führte. Im Jahr 1826 wurde die Stadt in San Miguel de Allende umbenannt; dies geschah zu Ehren des Generals Ignacio Allende, der aus San Miguel kam und im mexikanischen Unabhängigkeitskrieg eine wichtige Rolle im Kampf gegen die Spanier spielte.

## Sehenswürdigkeiten
- Plaza de Allende
- Parroquia de San Miguel Arcángel (Kathedrale), wurde in rosafarbenem Stein und gotischem Stil im 17. Jahrhundert erbaut und 1880 nach Vorlage des Ulmer Münsters umgebaut.
- Kirche San Francisco, im Churriguera-Stil erbaut.
- Kirche San Felipe Neri, aus rosafarbenem Stein im Rokoko-Stil gebaut.
- Haus von Ignacio Allende, beherbergt heute ein Museum.

San Miguel de Allende ist beliebt bei Künstlern vor allem aus den USA, welche sich hier niedergelassen haben.
Am 7. Juli 2008 wurde die befestigte Stadt San Miguel zusammen mit der jesuitischen Wallfahrtskirche Jesús Nazareno de Atotonilco von der UNESCO zum Weltkulturerbe erklärt. Gewürdigt wurde dabei, dass beide herausragende Beispiele des mexikanischen Barock und für den Austausch zwischen spanischer und lateinamerikanischer Kultur sind.

## Söhne und Töchter der Stadt
- Ignacio Allende (1769–1811), Aufständischer und Revolutionär
- Juan José de los Reyes Martínez Amaro (El Pípila) (1782–1863), Minenarbeiter und mexikanischer Nationalheld
- Federico Montes Alanís (1884–1950), Politiker und Botschafter
- Pedro Vargas (1904–1989), Sänger
- José Luis Caballero (1922–2009), Sänger